# Slobidka-Șelehivska
în rusăСлобода Шелиховская, Sloboda Șelihovskaia) este o localitate din regiunea Hmelnițki, Ucraina

## Demografie
Componența lingvistică a localității Slobidka-Șelehivska
     Ucraineană (98,4%)
     Alte limbi (1,06%)
Conform recensământului din 2001, majoritatea populației localității Slobidka-Șelehivska era vorbitoare de ucraineană (98,4%), existând în minoritate și vorbitori de alte limbi.
1. ↑  „Rezultatele recensământului din 2001 cu structura lingvistică a regiunii Hmelnîțkîi pe localități”. Institutul Național de Statistică al Ucrainei. Arhivat din original la 17 noiembrie 2015. Accesat în 25 august 2014.